# PT-85
PT-85（82式軽戦車、82식경전차）は、北朝鮮が開発した水陸両用の軽戦車。アメリカ国防総省の呼称はM1985。

## 概要
北朝鮮が開発したVTT-323装甲兵員輸送車（中国の63式装甲兵員輸送車の車体延長型）の車体（85式装甲兵員輸送車（YW-531H）の車体とする説もある）の延長型に、PT-76水陸両用戦車に似た形の砲塔を搭載した車両である。主砲は、PT-76のD-56T 76.2mm砲に対して85mm砲に強化されており、BMP-1やBMD-1と同じく9M14 マリュートカ/AT-3 サガーの発射レールを備えており、火力が大きく強化されているのが特徴である。転輪の数は、63式が4組、VTT-323および85式が5組に対し、PT-76およびPT-85は6組である。上部支持輪は無し。
輸出は一切されておらず、PT-76と共に朝鮮人民軍に配備されていると考えられている。具体的な生産台数・配備数は不明だが、1998年末の段階で、PT-76と合わせて540両を保有していたとされている。